# Natasja Froger
Natasja Johanna Froger-Kunst (Brielle, 14 juni 1965) is een Nederlandse televisiepresentatrice en sinds 31 december 1991 echtgenote van zanger René Froger.

## Biografie
Froger groeide op in Brielle als zeemansdochter. Op haar vijftiende verhuisde ze naar Giethoorn. Na de mavo volgde zij een opleiding tot medisch secretaresse. Daarna werkte Froger jarenlang als stewardess en purser bij KLM Cityhopper.

## Tv-carrière

### SBS
Froger werd in 2006 actief bij de televisie. Het begon met het TROS-programma Schoondochter gezocht, gevolgd door het SBS6-programma Hart in Aktie als opvolger van Wendy van Dijk.
Op 6 februari 2008 mocht Froger de analyse verzorgen van de voetbalwedstrijd tussen Nederland en Kroatië. Op 26 april 2008 presenteerde zij bij SBS6 de show Kinderen Zingen Met Sterren. De serie was een idee van de SponsorBingo Loterij. Van oktober 2008 tot december 2008 was het gezin Froger te zien in het programma De Frogers: Effe geen cent te makken.
Op 22 juli 2023 werd bekend dat Froger terugkeerde bij SBS6.

### RTL
In het najaar was ze wederom op de televisie met het RTL-programma De Frogers: Helemaal Heppie. Van 2010 tot 2013 was Froger samen met John Williams te zien als vaste presentator van het RTL 4-programma Bonje met de buren. In 2014 is dit programma verhuisd naar SBS6. Van 2011 tot 2014 presenteerde ze tevens Welcome Home. In het voorjaar van 2012 presenteerde Froger het programma Echt Scheiden. Ook presenteerde ze in 2014 het programma Doof! en vanaf oktober 2014 het programma Met Open Armen, waarin ze gezinnen volgt in het adoptieproces. In het voorjaar van 2016 presenteerde Froger het programma Het Is Hier Geen Hotel bij RTL 4.
Vanaf januari 2017 presenteerde Froger het programma Bouwval Gezocht, dat na jaren afwezigheid terugkeerde bij RTL 4. In januari 2018 was Froger met haar gezin te zien in het RTL 4-programma Groeten uit 19xx. In januari 2019 nam zij de presentatie van het programma over van Kasper van Kooten die van RTL het programma niet meer mocht presenteren vanwege het feit dat hij freelance bij de zender werkte. RTL wilde liever dat het programma werd gepresenteerd door iemand met een vast contract bij de zender. Sinds 2019 presenteert Froger het programma Voor Hetzelfde Geld. Sinds 2020 presenteert Froger samen met Angela Groothuizen en Caroline Tensen verdeeld het RTL 4-programma Five Days Inside, ze nemen hierbij de presentatie over van Beau van Erven Dorens waar voorheen het programma naar vernoemd was. In 2020 was Froger samen met haar gezin te zien in het programma Lieve Frogers, waarin zij wensen van kijkers vervulden.

## Privé
In Giethoorn kreeg Froger een relatie met Jonnie Boer. Na hun breuk leerde ze René Froger kennen. Samen hebben ze twee kinderen.

## Onderscheidingen
Froger werd op 26 april 2016 benoemd tot Ridder in de Orde van Oranje-Nassau voor haar bijzondere verdiensten voor de maatschappij.